# Ermita del Roser (Reus)
L'Ermita del Roser és un edifici religiós al nucli de Reus (Baix Camp) inclòs en l'Inventari del Patrimoni Arquitectònic de Catalunya. Edifici d'una sola nau en forma de creu llatina, tres trams i dos capelles a cada costat. Amida 30,05 m de longitud per 15 m d'amplada i 11,8 d'alçada. És de planta rectangular i té absis. Presenta pilastres que, amb capitells dòrics i remat de la cornisa ornamentat en el creuer i absis, sostenen voltes de mig punt. En el centre del creuer hi ha el cimbori, amb pintures de l'italià Barruguete i d'Antoni Verdaguer Llunell. El cor és als peus, al primer tram sostingut per volta de mig punt.
Les capelles laterals presenten voltes ornamentades per cassetons florejats i geomètrics. Les obertures són circulars i amb volta escarsera. A la paret de l'absis hi ha una talla policromada de la Verge del Roser amb el nen als braços. La porta d'accés està emmarcada per pilastres i cornisa, amb ornamentació, i una imatge dins d'una fornícula i dues laterals amb dosseret. Murs arrebossats i coberta de teula àrab.

## Història

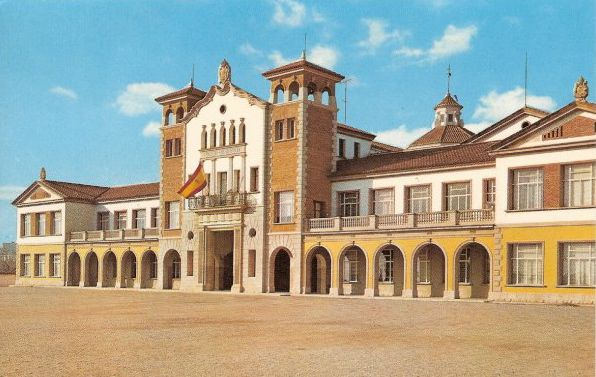
Col·legi-Residència dels Salesians

En aquell lloc, abans hi havia la Capella de Sant Roc que, segons Bofarull, es va construir l'any 1523 per recloure-hi els malalts atacats per la pesta i per la lepra. A més de l'ermita hi havia habitacions per a un barber-cirurgià i per als malalts empestats. Cap a finals del segle xvi s'hi instal·là també la confraria del Roser que hi col·locà una imatge i un retaule de la verge. La data de la inauguració de l'ermita es desconeix, sols se sap que la porta de l'edificació es va construir l'any 1753. Cap al 1783 va pintar la cúpula de l'ermita Joseph Flaugier, ajudat pel pintor instal·lat a Reus Antoni Verdaguer. A partir de 1839 es començà a anomenar del Roser. El temple s'amplià el segle xviii.
La plaça de l'ermita estava destinada a les maniobres de la cavalleria dels quarters de Reus. S'hi aixecaven les forques, que abans havien estat al costat de l'ermita de Misericòrdia. Durant la Guerra del Francès va ser presó pels espanyols, i a les seves parets s'hi afusellaren presoners de guerra. En aquesta època es traslladà a la plaça de l'ermita el cementiri que hi havia al Fossar Vell, al centre de Reus. Antoni Pons diu que el nou emplaçament del cementiri es va beneir el 3 de març de 1802, Dimecres de Cendra, encara que des del 1792, per decisió de l'alcalde Ramon Pintó i amb el consentiment eclesiàstic ja s'hi van fer alguns enterraments. El cementiri es va desplaçar a un lateral de l'ermita l'any 1821, quan es va construir la carretera a Montblanc. Les execucions públiques es van seguir fent a la plaça de l'ermita, fins al 1897, quan es va donar mort a garrot a l'alforgenc Domingo Amorós. L'edifici quedà inclòs, ja a mitjans del segle xx, al conjunt d'un col·legi residència construït per l'arquitecte Francesc Adell, a partir de la idea inicial de Josep Caixés Gilabert, dirigida pels Salesians i que depenia de l'Institut Gaudí; a partir del curs 1971-1972 se'n van encarregar els Pares de la Sagrada Família. Actualment, acull l'Institut Gabriel Ferrater i l'antiga ermita és la biblioteca del centre. La portalada del nou edifici va incorporar la porta de l'antic quarter de cavalleria, enderrocat en la postguerra.